# Monte Macaco
Monte Macaco est une localité de Sao Tomé-et-Principe située au nord de l'île de São Tomé, dans le district de Mé-Zóchi. C'est une ancienne roça.

## Climat
Monte Macaco est doté d'un climat tropical de type As selon la classification de Köppen, avec des pluies bien plus importantes en hiver qu'en été. La moyenne annuelle de température est de 23,1 °C et celle des précipitations de 1 596 mm.

## Population
Lors du recensement de 2012, 288 habitants y ont été dénombrés.

## Roça
Elle se caractérise par une casa principal (maison de maître) très grande par rapport à un territoire relativement réduit.

Photographies et croquis réalisés en 2011 mettent en évidence la disposition des bâtiments, leurs dimensions et leur état à cette date.

## Économie
On y produit un cacao réputé.